# Casa Matusita
Casa Matusita è un edificio nella città di Lima, in Perù, in un quartiere centrale e frequentato all'incrocio tra Avenida Wilson e Avenida España; l'edificio è divenuto una meta turistica per alcune leggende sulla sua presunta fama di luogo infestato. Ha ispirato un film, The Mystery of Casa Matusita.

## Storia
L'edificio prende il nome da un ex negozio che si trovava al pian terreno il quale si chiamava appunto Matusita. Si trova nei pressi di Plaza Mayor, dove un tempo venivano giustiziati alcuni criminali. Alla stessa distanza si trova invece il carcere dove torturavano i detenuti. Venne edificata su quella che un tempo era la campagna che giaceva sulle rovine delle antiche cinte murarie di Lima, poi inglobate nella città moderna.
"Nei primi anni Settanta, nella casa del terrore avrebbero avuto residenza funzionari del governo americano. Con la scusa della leggenda, nessuno si era permesso di entrare nella casa e il segreto sarebbe rimasto tale. Il mistero permane. La gente di Lima si chiede ancora cosa mai accada dentro alla Casa Matusita e qual è stato il motivo per cui si è scatenato tutto questo. Possiamo assicurarvi che passare davanti alla misteriosa abitazione, forse a causa della suggestione, fa sobbalzare il cuore anche a chi ha esperienza di studi paranormali".
La prima testimonianza di eventi paranormali fu data dallo stesso ex proprietario della casa, il signor Matsushita, un giapponese padrone di una ferramenta, che una notte, mentre lavorava, raccontò di aver visto il fantasma di un frate francescano fluttuare per aria (vicino alla Casa, negli anni venti, vi era un convento francescano); un altro episodio è legato all'infortunio di un candidato sindaco che, volendo celebrare lì una tappa della sua campagna elettorale, entrò nella casa, raggiunse il secondo piano e mentre un giornalista filmava l'avvenimento, si fratturò un piede. 
Si dice che una strega proveniente dall'Europa nella cerimonia di condanna a morte avesse lanciato una maledizione nel posto in cui era stata giustiziata e sia proprio questa maledizione a tormentare la casa.
Più volte venne tentato un rituale di esorcismo, ma non ebbe riscontro positivo

## Filmografia
- Huset Matusita (1990)[9]
- The Mystery of Casa Matusita (2015 o 2016)[6][7]